# Liste der Biografien/Galm
Liste der Biografien |
Portal Biografien |
Personensuche
# |
A |
B |
C |
D |
E |
F |
G |
H |
I |
J |
K |
L |
M |
N |
O |
P |
Q |
R |
S |
T |
U |
V |
W |
X |
Y |
Z |
?
 
Ga |
Gb |
Gc |
Gd |
Ge |
Gf |
Gh |
Gi |
Gj |
Gk |
Gl |
Gm |
Gn |
Go |
Gp |
Gq |
Gr |
Gs |
Gu |
Gv |
Gw |
Gy |
Gz
 
Gaa |
Gab |
Gac |
Gad |
Gae |
Gaf |
Gag |
Gah |
Gai |
Gaj |
Gak |
Gal |
Gam |
Gan |
Gao |
Gap |
Gaq |
Gar |
Gas |
Gat |
Gau |
Gav |
Gaw |
Gax |
Gay |
Gaz
 
Gala |
Galb |
Galc |
Gald |
Gale |
Galf |
Galg |
Galh |
Gali |
Galj |
Galk |
Gall |
Galm |
Galo |
Galp |
Galr |
Gals |
Galt |
Galu |
Galv |
Galw |
Galy |
Galz
Die Liste der Biografien führt alle Personen auf, die in der deutschsprachigen Wikipedia einen Artikel haben. Dieses ist eine Teilliste mit 9 Einträgen von Personen, deren Namen mit den Buchstaben „Galm“ beginnt.

## Galm
- Galm, Danny (* 1986), deutscher Fußballspieler und TrainerDanny Galm (* 1986)

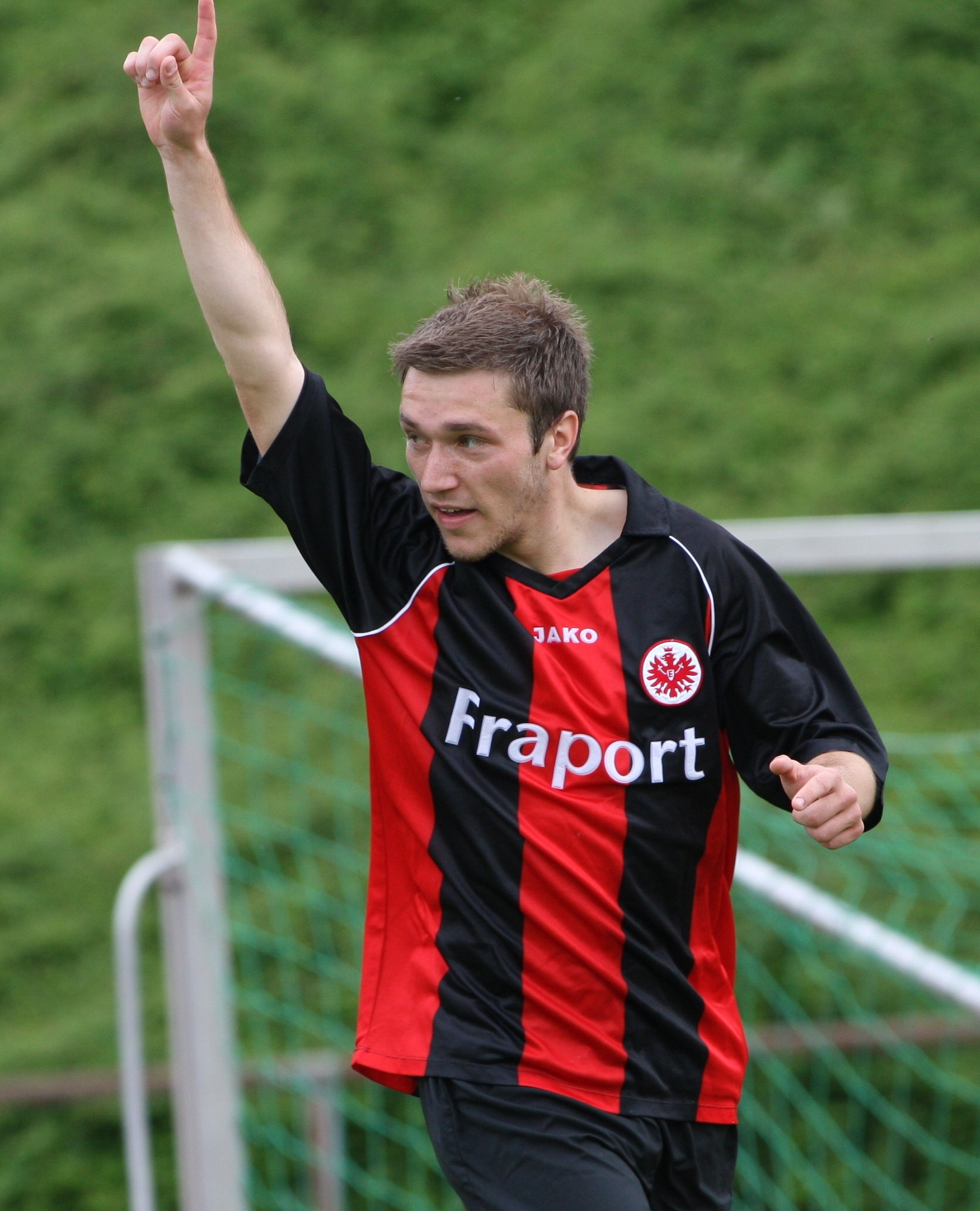
Danny Galm (* 1986)

- Galm, Heinrich (1895–1984), deutscher Politiker und Gewerkschafter
- Galm, Ulla (1913–1988), deutsche Autorin und Übersetzerin

### Galma
- Galmace-Paulin, Voldiya (* 2005), französische Biathletin
- Galmanini, Gualtiero (1909–1976), italienischer Designer
- Galmarini, Nevin (* 1986), Schweizer Snowboarder
- Galmarini, Oceana (* 1993), Schweizer Fernsehmoderatorin

### Galmi
- Galmiche, Jean (1910–2000), französischer Karambolagespieler und Billardfunktionär

### Galmo
- Galmor, Nahum (* 1948), italienisch-israelischer Unternehmer